# Microrégion d'Ibaiti
La microrégion d'Ibaiti est l'une des cinq microrégions qui subdivisent le nord pionnier de l'État du Paraná au Brésil.
Elle comporte 8 municipalités qui regroupaient 76 498 habitants en 2006 pour une superficie totale de 3 034 km².

## Municipalités[1]
- Conselheiro Mairinck
- Curiúva
- Figueira
- Ibaiti
- Jaboti
- Japira
- Pinhalão
- Sapopema